# 南阿散蒂阿基姆區
南阿散蒂阿基姆區（英語：Asante Akim South Municipal District）為迦納阿散蒂大區轄下的一區。其區域面積1,275平方公里，2021年人口123,633人。朱阿索（Juaso）為該區的首府。2018年3月15日升格為市級區。

## 外部連結
- . Statoids.
- GhanaDistricts.com